# NGC 2719A
NGC 2719A (другие обозначения — MCG 6-20-18, ARP 202, KCPG 181B, KUG 0857+359B, IRAS08571+3555, PGC 25284) — галактика в созвездии Рысь.
Этот объект не входит в число перечисленных в оригинальной редакции «Нового общего каталога» и был добавлен позднее.